# Coupe des clubs champions africains 1988
Navigation
Édition précédente Édition suivante
La Coupe des clubs champions africains 1988 est la 24e édition de la Coupe des clubs champions africains. Le club vainqueur de la compétition est désigné champion d'Afrique des clubs 1988.

## Tour préliminaire
Les matches aller se jouent les 6, 7 et 8 février 1987, et les matches retour se déroulent les 20, 21 et 22 février 1987.
| Équipe 1                 | Résultat | Équipe 2             | Aller | Retour |
| ------------------------ | -------- | -------------------- | ----- | ------ |
| Manzini Wanderers FC     | 6 - 1    | Township Rollers     | 2 - 0 | 4 - 1  |
| CD Elá Nguema            | 0 - 5    | Étoile du Congo      | 0 - 1 | 0 - 4  |
| Panthères noires         | 2 - 3    | Wagad Mogadishu      | 2 - 2 | 0 - 1  |
| Lesotho Defence Force FC | 2 - 3    | Sunrise Flacq United | 2 - 0 | 0 - 3  |
| Sierra Fisheries         | 0 - 1    | AS Police            | 0 - 1 | 0 - 0  |

## Premier tour
| Équipe 1             | Résultat | Équipe 2                   | Aller | Retour | Tab    |
| -------------------- | -------- | -------------------------- | ----- | ------ | ------ |
| Iwuanyanwu Nationale | 3 - 0    | Requins de l'Atlantique FC | 2 - 0 | 1 - 0  | -      |
| AS Kaloum Star       | 1 - 5    | Africa Sports              | 0 - 2 | 1 - 3  | -      |
| Doumbé FC            | 0 - 2    | Tonnerre Yaoundé           | 0 - 1 | 0 - 1  | -      |
| Étoile du Congo      | 0 - 2    | InterStar                  | 0 - 0 | 0 - 2  | -      |
| Invincible Eleven    | 0 - 1    | AS FAR                     | 0 - 1 | 0 - 0  | -      |
| CD Matchedje         | 4 - 3    | Jos Nosy-Bé                | 3 - 1 | 1 - 2  | -      |
| Petro Atlético       | 3 - 1    | TP Mazembe                 | 2 - 1 | 1 - 0  | -      |
| Sunrise Flacq United | 4 - 3    | Black Rhinos               | 2 - 1 | 2 - 2  | -      |
| AS Police            | 2 - 2    | SEIB Diourbel              | 2 - 0 | 0 - 2  | 10 - 9 |
| Asante Kotoko FC     | 2 - 2    | FC 105 Libreville          | 2 - 0 | 0 - 2  | 2 - 4  |
| ES Sahel             | -        | Al Nasr forfait            | -     | -      | -      |
| Manzini Wanderers FC | 2 - 5    | Nakivubo Villa SC          | 1 - 4 | 1 - 1  | -      |
| Stade malien         | 1 - 5    | ES Sétif                   | 1 - 1 | 0 - 4  | -      |
| Shabana Kisii        | 2 - 4    | Kabwe Warriors FC          | 1 - 0 | 1 - 4  | -      |
| Wagad Mogadishu      | 1 - 7    | Al Hilal                   | 1 - 1 | 0 - 6  | -      |
| Young Africans FC    | 0 - 4    | Al Ahly SC                 | 0 - 0 | 0 - 4  | -      |

## Deuxième tour
| Équipe 1             | Résultat | Équipe 2         | Aller | Retour |
| -------------------- | -------- | ---------------- | ----- | ------ |
| Iwuanyanwu Nationale | 4 - 3    | Tonnerre Yaoundé | 2 - 0 | 2 - 3  |
| Africa Sports        | 4 - 2    | Petro Atlético   | 3 - 0 | 1 - 2  |
| AS FAR               | 6 - 2    | AS Police        | 5 - 0 | 1 - 2  |
| Sunrise Flacq United | 3 - 5    | CD Matchedje     | 2 - 0 | 1 - 5  |
| FC 105 Libreville    | 3 - 2    | InterStar        | 2 - 1 | 1 - 1  |
| ES Sahel             | 2 - 3    | ES Sétif         | 2 - 1 | 0 - 2  |
| Kabwe Warriors FC    | 1 - 3    | Al Hilal         | 0 - 0 | 1 - 3  |
| Nakivubo Villa SC    | 3 - 6    | Al Ahly SC       | 2 - 3 | 1 - 3  |

## Quarts de finale
| Équipe 1             | Résultat | Équipe 2      | Aller | Retour |
| -------------------- | -------- | ------------- | ----- | ------ |
| Iwuanyanwu Nationale | 3 - 2    | Africa Sports | 2 - 0 | 1 - 2  |
| Al Hilal             | 1 - 3    | AS FAR        | 1 - 0 | 0 - 3  |
| FC 105 Libreville    | 3 - 4    | ES Sétif      | 3 - 1 | 0 - 3  |
| Al Ahly SC           | 2 - 1    | CD Matchedje  | 2 - 0 | 0 - 1  |

## Demi-finales
| Équipe 1             | Résultat | Équipe 2   | Aller : samedi 15 octobre 1988à owerri (nigeria) | Retour : samedi 29 octobre 1988 à rabat (maroc) buts : haidamou 8', khairi abderrazak 17', 87', laghrissi 36' / toubine aynila 27 pen . | Tab 3-5 |
| -------------------- | -------- | ---------- | ------------------------------------------------ | --- | ------- |
| Iwuanyanwu Nationale | 5 - 5    | AS FAR     | 4 - 1                                            | 1 - 4 | 5 - 3   |
| ES Sétif             | 2 - 2    | Al Ahly SC | 2 - 0                                            | 0 - 2 | 4 - 2   |

## Finale
| Aller            | Iwuanyanwu Nationale | 1 - 0 | ES Sétif | Liberty Stadium, Ibadan |  |
| 26 novembre 1988 | Ozogula 29e          |       |          |                         |  |

| Retour          | ES Sétif                                                     | 4 - 0 | Iwuanyanwu Nationale | Stade du 17-Juin, Constantine |                         |
| 9 décembre 1988 | Zorgane 50e · Rahmani 52e · Uwe 85e (csc) · Bendjaballah 87e |       |                      | Arbitrage : Badara Sène       | Arbitrage : Badara Sène |

## Vainqueur
| Coupe des clubs champions africains Vainqueur 1988 |
| -------------------------------------------------- |
| ES Sétif Premier titre                             |